# 蒙自凤仙花
蒙自凤仙花（学名：Impatiens mengtszeana）为凤仙花科凤仙花属下的一个种。

## 扩展阅读
維基物種上的相關：蒙自凤仙花